# Bristol Belvedere
El Bristol Type 192 Belvedere fue un helicóptero militar británico bimotor de rotores en tándem, construido por la Bristol Aeroplane Company. Fue diseñado por Raoul Hafner para realizar una variedad de funciones de transporte, incluido el transporte de tropas, el lanzamiento de suministros y la evacuación de heridos. Fue operado por la Real Fuerza Aérea (RAF) desde 1961 hasta 1969. El Belvedere fue el único helicóptero de rotores en tándem de Gran Bretaña que entró en producción, y uno de los pocos que no fue construido por Piasecki o Boeing.

## Diseño y desarrollo

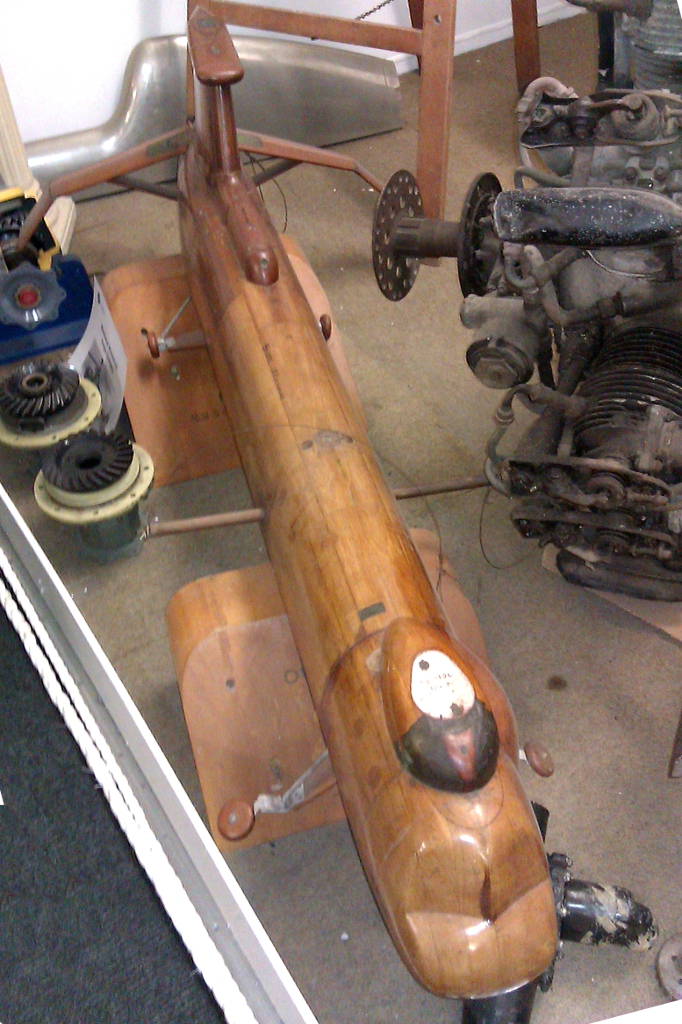
Modelo de túnel de viento.

El Belvedere se basó en el helicóptero civil Type 173 de 10 asientos (más tarde 16 asientos) que voló por primera vez el 3 de enero de 1952. El proyecto del 173 se canceló en 1956 y Bristol dedicó un tiempo a construir los Type 191 y Type 193 según las especificaciones de la Marina Real y de la Marina Real Canadiense. Estas dos variantes navales fueron canceladas, pero la RAF expresó interés en la aeronave y se creó el Type 192 "Belvedere". Tres fuselajes del Type 191 estaban casi completos cuando se canceló el encargo, pero se utilizaron para ayudar al desarrollo del Type 192. Los dos primeros se utilizaron como bancos de pruebas para los nuevos motores Napier Gazelle y el tercero se utilizó para realizar pruebas de fatiga.
El Type 192 compartía algunas de sus características de diseño con las variantes navales canceladas, lo que lo hacía menos ideal para transportar tropas. El tren de aterrizaje delantero era inusualmente alto, originalmente diseñado para dar el espacio adecuado para cargar torpedos debajo del fuselaje en la función de guerra antisubmarina. Esto dejaba la puerta principal de pasajeros y carga a 1,2 m por encima del suelo. Los motores estaban situados en cada extremo de la cabina (en comparación, la aeronave de transporte de tropas contemporánea Boeing Vertol CH-46 Sea Knight tenía sus motores por encima de la cabina de popa para permitir una rampa de carga trasera). Para facilitar el acceso a la cabina desde la cabina de vuelo había una pequeña entrada más allá del motor que daba como resultado un abultamiento en el lado izquierdo del fuselaje.
El primer prototipo del Type 192, el XG447, voló el 5 de julio de 1958 con palas de rotor en tándem  de madera, un sistema de control completamente manual y un tren de aterrizaje cuadriciclo fijo con ruedas giratorias. A partir del quinto prototipo, los rotores instalados fueron unidades de cuatro palas totalmente metálicas. Los controles e instrumentos del modelo de producción permitieron realizar operaciones nocturnas. Los prototipos tenían una puerta principal para pasajeros y cabina abisagrada hacia arriba, que era propensa a cerrarse de golpe por la corriente descendente de los rotores. En las aeronaves posteriores, esta puerta fue sustituida por una puerta corrediza.
Se construyeron veintiséis Belvedere, que entraron en servicio como Belvedere HC Mark 1. Originalmente fueron diseñados para su uso con la Marina Real, pero luego fueron adaptados para transportar a 18 soldados completamente equipados, con una capacidad de carga total de 2700 kg. Los dos rotores estaban sincronizados a través de un eje para evitar la colisión de las palas, permitiendo que el aparato operara con un solo motor en caso de emergencia. En ese caso, el motor restante funcionaría automáticamente al doble de potencia para compensar.
Bristol intentó comercializar una variante civil del helicóptero, denominada Type 192C. El 192C habría tenido asientos para 24 pasajeros y estaba destinado a realizar servicios interurbanos. Para demostrar el potencial de la aeronave, el piloto de pruebas jefe de Bristol, Charles "Sox" Hosegood, estableció los récords de velocidad Londres-París y París-Londres en mayo de 1961 en un Belvedere. Sin embargo, no se realizaron pedidos del 192C.

## Historia operacional

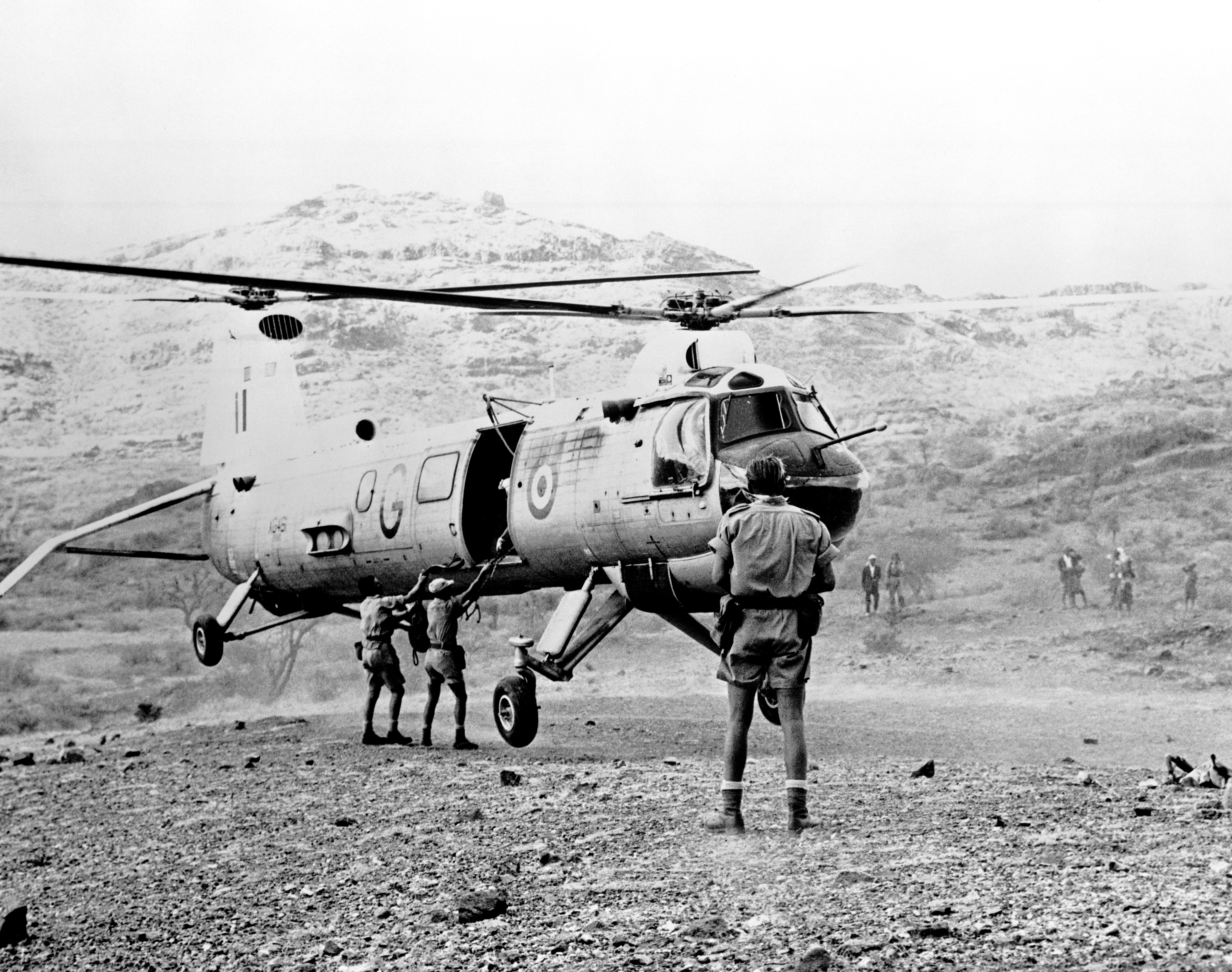
HC.1 del 26.º Escuadrón de la RAF en Adén.

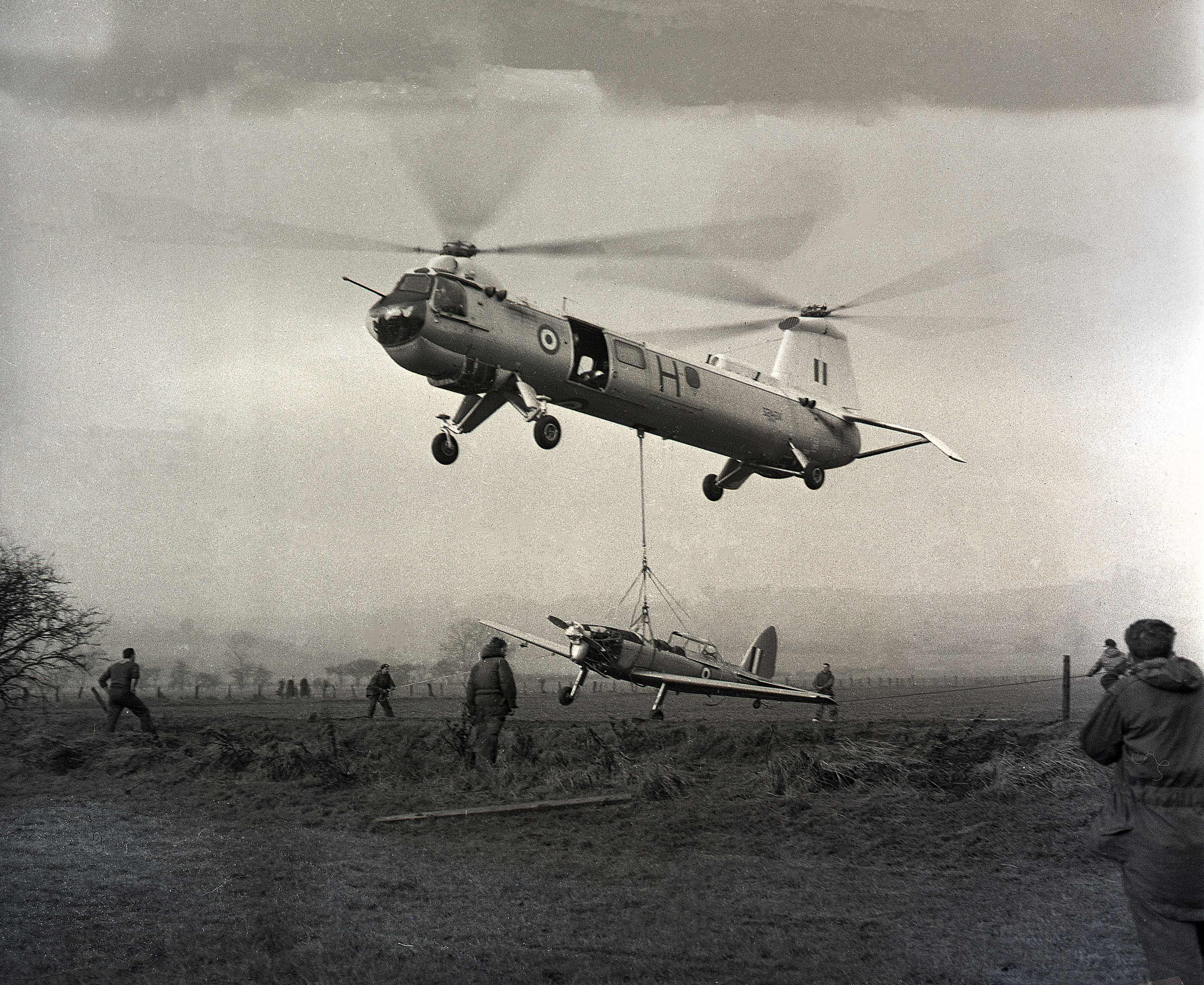
Bristol Belvedere de la Real Fuerza Aérea rescata un De Havilland Canada DHC-1 Chipmunk accidentado, North Yorkshire, 1965.

Tres Belvedere de preproducción (XG453, 454, 456) fueron a la Unidad de Pruebas del Belvedere en RAF Odiham, que posteriormente se reformó como Escuadrón N.º 66 de la RAF en 1961. Al principio, los problemas con el motor de arranque causaron dificultades, pero el despliegue operacional continuó. Las aeronaves de producción entraron en servicio en Europa, África, el sur de Arabia y Borneo. Mientras tanto, el prototipo original XG447 fue desguazado en Porton Down el 7 de agosto de 1966.
En junio de 1960, el quinto prototipo, XG452, estableció un récord de velocidad de 210 km/h entre Gatwick y Trípoli. En 1962, un Belvedere del 72.º Escuadrón instaló la aguja de 24,38 m de altura de la nueva Catedral de Coventry.
Además del 66 Escuadrón, el modelo se desplegó en el 72 Escuadrón en 1961 y en el 26 Escuadrón en 1962, todos en Odiham. El 26 Escuadrón fue posteriormente transferido a RAF Khormaksar, donde se disolvió en noviembre de 1965. Los helicópteros fueron transportados en el HMS Albion hasta Singapur para unirse al 66 Escuadrón hasta que ese escuadrón se disolvió en 1969. El 72 Escuadrón conservó sus Belvedere hasta agosto de 1964, cuando los cambió por Westland Wessex.
Los Belvedere de la RAF entraron en combate en la Emergencia de Adén y en Borneo (durante el enfrentamiento entre Indonesia y Malasia).

## Variantes

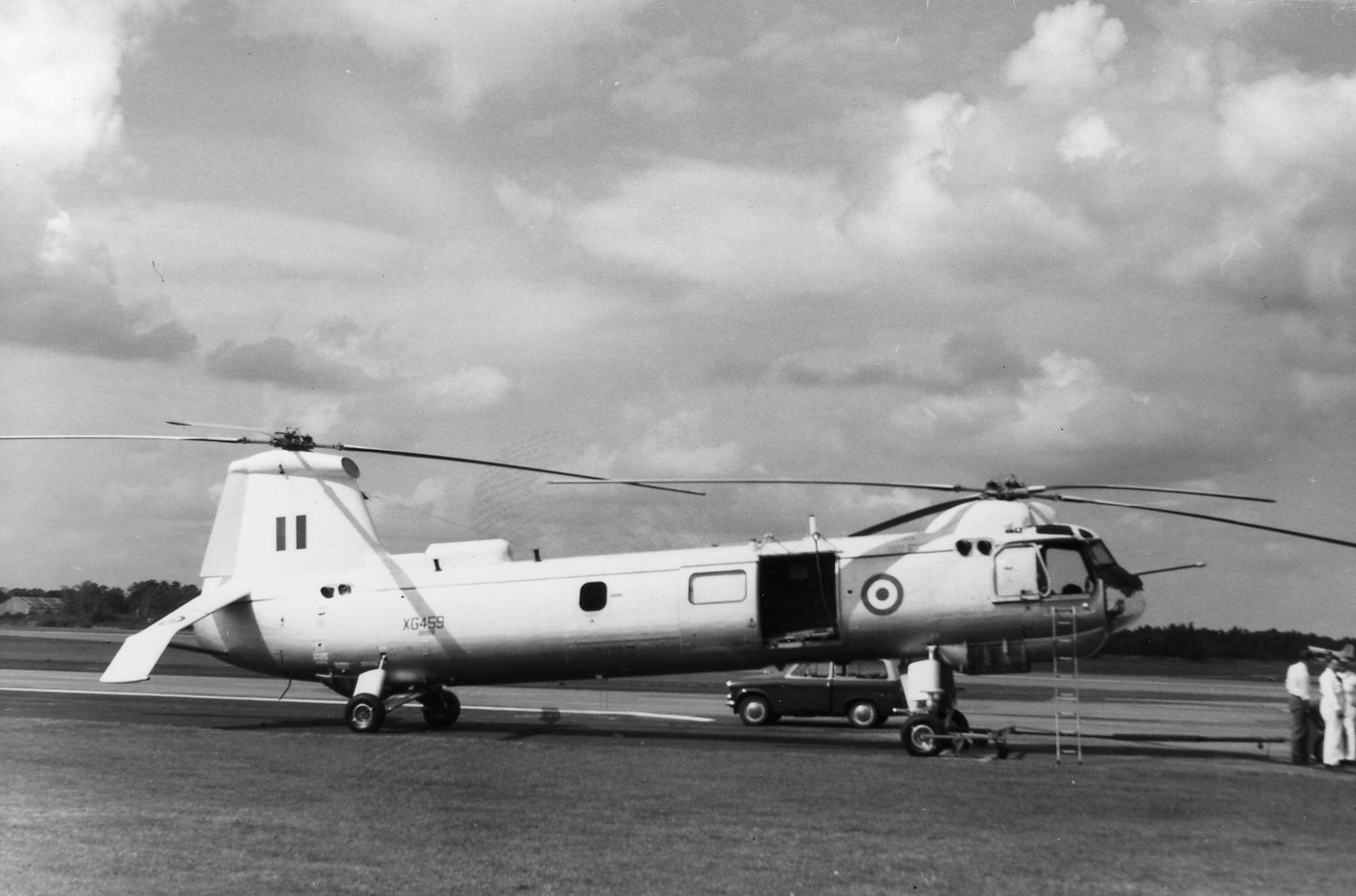
Belvedere XG459 en la exposición de la SBAC, Farnborough, 9 de septiembre de 1961.

Type 173
Prototipo de transporte civil.
Type 191
Versión naval proyectada. Nunca voló; los dos primeros ejemplares se utilizaron como plataformas de pruebas terrestres del Gazelle para el Type 192.
Type 192
Helicóptero de transporte militar para la Real Fuerza Aérea, bajo la designación Belvedere HC Mk 1.
Type 192C
Versión civil propuesta con 24 plazas, no construida.
Type 193
Variante para la Marina Real Canadiense basada en el Type 191, no construida.
Type 194
Versión civil propuesta del Type 192 con motores Gnome.

## Operadores
Reino Unido
- Real Fuerza Aérea[13]

## Supervivientes
Los siguientes Bristol Belvedere se han conservado y están en exposición o en proceso de restauración.
Belvedere HC.1
- XG452: en proceso de restauración en el Museo del Helicóptero de Weston-Super-Mare.
- XG454: en exhibición en el Museo del Helicóptero de Weston-super-Mare desde enero de 2022.
- XG474: en exhibición en el Museo de la Real Fuerza Aérea Británica de Londres en Hendon.
- XG462 (sólo la sección del morro): en el Museo del Helicóptero, Weston-Super-Mare.

## Especificaciones (Belvedere HC.1)
Referencia datos: Flight 1962

### Características generales
- Tripulación: Tres
- Capacidad: 

  - 19 soldados equipados o
  - 12 camillas con dos heridos sentados y un sanitario[15] o
  - 2700 kg de carga (interna o colgando)
- Longitud: 16,6 m (54,3 ft)
- Diámetro rotor principal: 14,9 m (48,9 ft)
- Altura: 5,2 m (17 ft) [14]
- Área circular: 304 m² (3272,3 ft²)
- Peso vacío: 5148 kg (11 346,2 lb)
- Peso máximo al despegue: 8618 kg (18 994,1 lb)
- Planta motriz: 2× turboeje Napier Gazelle.
  - Potencia: 1092 kW (1506 HP; 1485 CV) cada uno.

### Rendimiento
- Velocidad crucero (Vc): 222 km/h (138 MPH; 120 kt) (máxima)
- Alcance: 740 km (400 nmi; 460 mi) (depósito estándar)
- Techo de vuelo: 3700 m (12 139 ft)
- Régimen de ascenso: 4,3 m/s (846 ft/min)
- Régimen de ascenso vertical: 2,2 m/s

## Aeronaves relacionadas

### Desarrollos relacionados
- Bristol Type 173

### Aeronaves similares
- Boeing Vertol CH-46 Sea Knight
- Piasecki H-21
- Yakovlev Yak-24

### Secuencias de designación
- Secuencia Numérica (interna de Bristol): ← 176 - 182 - 188 - 191 - 192 - 193 - 198 - 200 - 213 →